# Cantó de Soliers Pònt
El cantó de Soliers Pònt és un cantó francès del departament de la Var, situat al districte de Toló. Té 5 municipis i el cap és Soliers Pònt.

## Municipis
- Beujanciá
- La Farleta
- Soliers Pònt
- Soliers Tocàs
- Soliers Vila

## Història
| Data d'elecció                           | Identitat        | Partit           | Qualitat |
| ---------------------------------------- | ---------------- | ---------------- | -------- |
| 1951-1976                                | Clément Balestra | SFIO, després PS |          |
| 1976-1989                                | Guy Menut        | PS               |          |
| 1989-2009                                | Bruno Aycard     | RPR, després UMP |          |
| 2009-                                    | Guy Menut        | PS               |          |
| les dades anteriors no són pas conegudes |                  |                  |          |
|                                          |                  |                  |          |

| 1962  | 1968  | 1975   | 1982   | 1990   | 1999   | 2006   |
| ----- | ----- | ------ | ------ | ------ | ------ | ------ |
| 8.388 | 9.403 | 10.665 | 14.239 | 22.752 | 26.065 | 27.245 |